# Fokker M 10
Die Fokker M 10 war ein als Doppeldecker ausgelegtes, zweisitziges Aufklärungs- und Schulflugzeug. Mehrere dieser Flugzeuge wurden in verschiedenen Ausführungen von der deutschen Fliegertruppe sowie den k.u.k. Luftfahrtruppen Österreich-Ungarns eingesetzt.

## Entwicklung
Die Weiterentwicklung der Fokker M 7 entstand im April 1915, wies jedoch nur geringfügige Unterschiede auf. 
Hergestellt mit einstieligem oder zweistieligem Tragwerk waren gestaffelte Flächen und fehlende Spanntürme auf der Flügeloberseite die hauptsächliche Veränderung bei der zweistieligen Version der M 10. Die Flugzeuge besaßen zudem unterschiedliche Antriebe. 
Von der deutschen Fliegertruppe wurden 55 Stück bestellt, die Fokker zwischen Mai und September des Jahres auslieferte.
Das vom Militär vergebene Kürzel B.I erhielten Exemplare mit einem 80-PS-Umlaufmotor Oberursel U O, die Bezeichnung B.II bekamen M 10 mit stärkeren 100-PS-Motoren U I vom gleichen Hersteller. 
Zu Beginn des Ersten Weltkrieges fehlten den k.u.k. Luftfahrtruppen Österreich-Ungarns die benötigte Produktionskapazität für Flugzeuge, daher erwarben sie Flugzeuge von ihrem deutschen Verbündeten. Am 17. Oktober 1914 bestellten sie Fokker M 10 in zwei Versionen: M 10E (B. I) mit einstieligem Tragwerk und einem U 0 als Antrieb und die zweistielige M 10Z (B. II) mit einem U I.
Das gelieferte Baulos von zwölf M 10 erhielt die Kennzeichen 03.13 bis 03.24. Am 29. Januar 1915 wurden weitere zwölf Stück geordert. Diese Flugzeuge stammten aus gebrauchten deutschen Beständen, waren generalüberholt und wurden ohne Antriebe geliefert. Sie erhielten die Dienstnummern 03.29 bis 03.40. Alle Flugzeuge dienten als unbewaffnete Trainer.

## Technische Daten

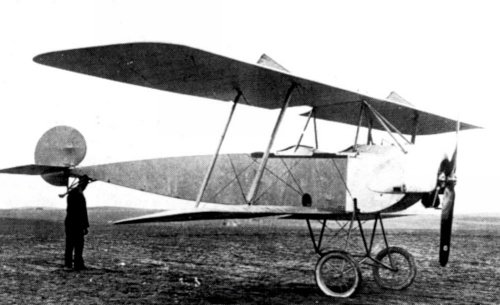
M 10E (B.I)

| Kenngröße     | Daten (B.I)                                  |
| ------------- | -------------------------------------------- |
| Besatzung     | 2                                            |
| Spannweite    | 11,30 m (oben) 7,77 m (unten)                |
| Länge         | 7,50 m                                       |
| Höhe          | 2,50 m                                       |
| Flügelfläche  | 28,0 m²                                      |
| Leermasse     | 409 kg                                       |
| Startmasse    | 712 kg                                       |
| Antrieb       | ein luftgekühlter Siebenzylinder-Umlaufmotor |
| Typ           | Oberursel U O                                |
| Startleistung | 80 PS (59 kW) bei 1190/min                   |
| Steigzeit     | 6 min auf 800 m Höhe 25 min auf 2000 m Höhe  |